# Promodra
Promodra is een geslacht van vlinders van de familie bladrollers (Tortricidae).

## Soorten
- P. nigrata Razowski, 2008
- P. prodroma (Meyrick, 1913)